# Comando operativo "Nord"
Il Comando operativo "Nord" (in ucraino Оперативне командування «Північ»?, Operatyvne komanduvannja «Pivnič», unità militare A4583) è un distretto militare delle Forze terrestri ucraine con sede a Černihiv, responsabile delle regioni dell'Ucraina settentrionale. Il suo territorio di competenza comprende gli oblast' di Žytomyr, Kiev, Poltava, Sumy, Čerkasy e Černihiv e la città di Kiev.

## Storia
In seguito all'indipendenza dell'Ucraina dall'Unione Sovietica vennero ereditati i tre distretti militari sovietici situati sul territorio ucraino: il Distretto militare dei Carpazi, il Distretto militare di Odessa e il Distretto militare di Kiev. Quest'ultimo venne immediatamente sciolto nel 1992, e sulla base della 1ª Armata delle guardie che si trovava di stanza nella regione nel 1996 fu creato il Comando operativo settentrionale (in ucraino Північне оперативне командування?, Pivnične operatyvne komanduvannja, unità militare A1354), comprendente le unità subordinate al 1º e all'8º Corpo d'armata. Tale ente venne però sciolto nel 2005, venendo riorganizzato come Direzione territoriale "Nord".

Area di competenza del Comando operativo "Nord"

Il 16 febbraio 2015 a Rivne venne costituito l'attuale Comando operativo "Nord", ereditando i reparti del 13º Corpo d'armata in precedenza sottoposti al Comando operativo "Ovest" di stanza nella stessa città. Il 1 aprile 2015, in seguito alla riorganizzazione delle Forze armate ucraine conseguente allo scoppio della guerra del Donbass, la sede venne spostata a Černihiv e i corpi d'armata sciolti interamente per far confluire tutte le competenze ai comandi regionali.

## Struttura
- 1ª Brigata corazzata "Severia" (Hončarivs'ke, unità militare A1815)
- 1ª Brigata operazioni speciali "Ivan Bohun" (unità militare A4044)
- 3ª Brigata d'assalto "Azov" (Kiev, unità militare A4638)
- 4ª Brigata corazzata "Atamano Ivan Vyhovs'kyj" (Hončarivs'ke, unità militare A7015)
- 5ª Brigata d'assalto "Kiev" (unità militare A4010)
- 26ª Brigata artiglieria "Maggior generale Roman Daškevič" (Berdyčiv, unità militare A3091)
- 30ª Brigata meccanizzata "Principe Konstanty Ostrogski" (Zvjahel', unità militare А0409)
- 31ª Brigata meccanizzata "Maggior generale Leonid Stupnyc'kyj" (Zvjahel', unità militare A4773)
- 32ª Brigata meccanizzata "Acciaio" (Ozerne ,unità militare A4784)
- 44ª Brigata meccanizzata (Nižyn, unità militare A4723)
- 47ª Brigata meccanizzata "Magura" (Hostomel', unità militare A4699)
- 48ª Brigata artiglieria (Poltava)
- 49ª Brigata artiglieria (Černihiv, unità militare A0157)
- 58ª Brigata motorizzata "Atamano Ivan Vyhovs'kyj" (Konotop, unità militare A1376)
- 72ª Brigata meccanizzata "Zaporoghi Neri" (Bila Cerkva, unità militare A2167)
- 110ª Brigata meccanizzata "Maggior generale Marko Bezručko" (Čerkasy, unità militare A4007)
- 143ª Brigata meccanizzata (Ladynka, unità militare A4844)
- 152ª Brigata cacciatori (Pyrjatyn, unità militare A4948)
- 153ª Brigata meccanizzata (unità militare A4955)
- 158ª Brigata meccanizzata (Černihiv, unità militare A5002)
- 5º Reggimento comunicazioni (Černihiv, unità militare А2995)
- 12º Reggimento genio (Zvjahel', unità militare А3814)
- 50º Reggimento manutenzione (Hujva, unità militare A1586)
- 210º Reggimento d'assalto (Kiev, unità militare A4122)
- 1129º Reggimento missilistico contraereo "Bila Cerkva" (Bila Cerkva, unità militare A1232)
- 12º Battaglione corazzato (Hončarivs'ke, unità militare A0932)
- 20º Battaglione guerra elettronica (Hujva, unità militare A1262)
- 23º Battaglione fucilieri (Kiev, unità militare A4438)
- 54º Battaglione da ricognizione "Mychajlo Tyša" (Zvjahel', unità militare A2076)
- 57º Battaglione radiotecnico (Kiev, unità militare A0407)
- 91º Battaglione anticarro (Divyčky, unità militare A4024)
- 134º Battaglione sicurezza e servizio (Černihiv, unità militare A1624)
- 181º Battaglione logistico (Zvjahel', unità militare А2925)
- 226º Battaglione trasporti (Berdyčiv, unità militare A2927)
- 436º Battaglione guerra elettronica (Leopoli, unità militare A2196)
- 376º Battaglione sicurezza e servizio
- 90º Centro comando e intelligence (Černihiv, unità militare А1590)
- Centro regionale di intelligence radioelettronica "Nord" (Černihiv, unità militare A2622)
  - 121º Centro REI di manovra (Černihiv, unità militare A1783)
  - 122º Centro REI autonomo (Čuhuïv, unità militare A1993)

Inoltre il Comando operativo "Nord" comprende anche nella propria giurisdizione le unità delle Forze di difesa territoriale delle regioni di sua competenza.
- 112ª Brigata di difesa territoriale (Kiev, unità militare А7040)
- 114ª Brigata di difesa territoriale (Oblest' di Kiev, unità militare А7042)
- 115ª Brigata di difesa territoriale (Oblast' di Žytomyr, unità militare А7043)
- 116ª Brigata di difesa territoriale (Oblast' di Poltava, unità militare А7044)
- 117ª Brigata di difesa territoriale (Oblast' di Sumy, unità militare А7045)
- 118ª Brigata di difesa territoriale (Oblast' di Čerkasy, unità militare А7046)
- 119ª Brigata di difesa territoriale (Oblast' di Černihiv, unità militare А7047)
- 241ª Brigata di difesa territoriale (Kiev, unità militare A4076)

## Comandanti
- Colonnello generale Viktor Kolotov (1996-2000)
- Colonnello generale Oleh Šustenko (2000-2005)
- Maggior generale Serhij Bessarab (2005-2007)
- Tenente generale Anatolij Syrotenko (2007-2012)
- Tenente generale Ihor Kolesnyk (2013-2015)
- Tenente generale V'jačeslav Nazarkin (2015-2017)
- Tenente generale Volodymyr Kravčenko (2017-2019)
- Maggior generale Vasyl' Osypčuk (2019) ad interim
- Maggior generale Valerij Zalužnyj (2019-2021)
- Maggior generale Viktor Nikoljuk (ottobre 2021 - marzo 2023)
- Maggior generale Dmytro Krasyl'nykov (marzo 2023 - marzo 2025)[5]
- Brigadier generale Oleksij Šandar (marzo 2025 - in carica)[6]